# 티키

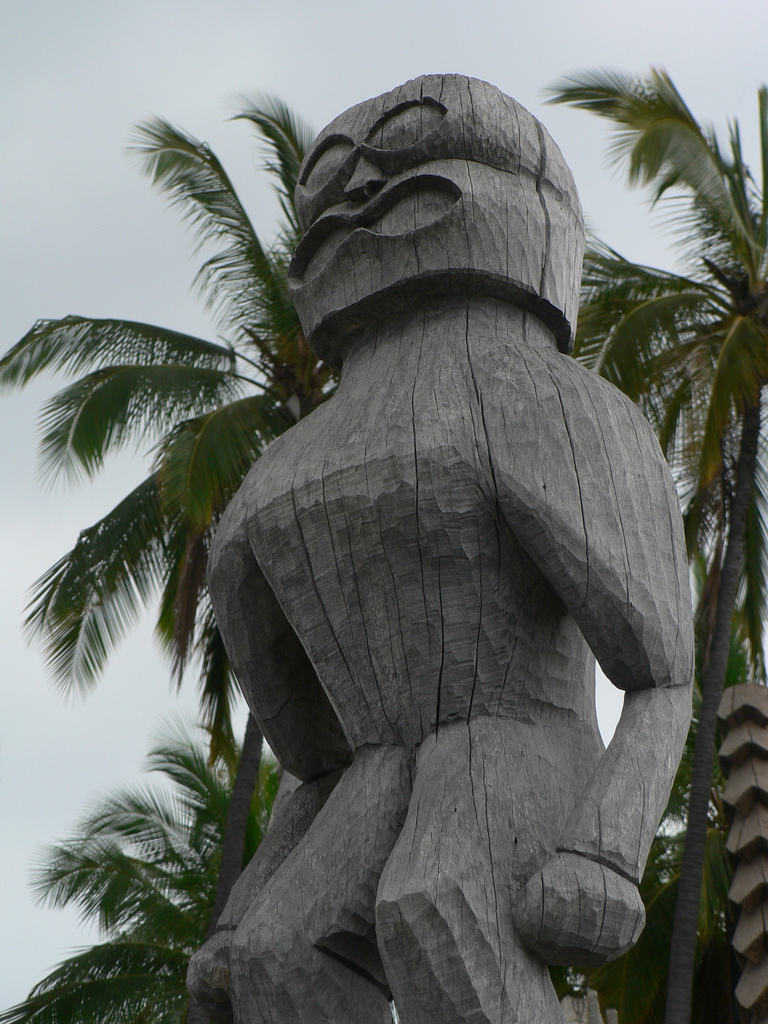
푸우호누아 오 호나우나우 국립역사공원의 키이

티키(Tiki)는 마오리 신화에서 최초의 인간이다. 그는 연못에서 최초의 여성 마리코리코를 발견하여 유혹하였으며, 히네카우아타아타의 아버지가 되었다. 폴리네시아 문화에서 티키는 조상 숭배를 상징하는 인간형 형태의 나무 또는 돌 조각으로 많이 있으며, 종종 신성한 장소나 중요한 장소의 경계를 표시하는 역할을 한다.
뉴질랜드 마오리어, 쿡아일랜드 마오리어, 투아모투어, 마르키즈어에서는 티키, 타히티어에서는 티이(tiʻi), 하와이어에서는 키이(kiʻi)라고 표기한다. 서부 폴리네시아어 및 라파누이어에서는 따로 그들 언어로 표기된 기록이 없다.

## 같이 보기
- 모아이
- 토템폴